# اما لوییس ترنر
اما لوئیزا ترنر (۹ ژوئن ۱۸۶۷–۱۳ اوت ۱۹۴۰) پرنده‌شناسان انگلیسی و پیشگام عکاسی پرنده بود.